# Pelagophyceae
Pelagophyceae је група једноћелијских и трихалних алги, које су сличне златним алгама (у које су раније сврставане).